# Moisés (football, 1991)
Pour les articles homonymes, voir Moisés.
Moisés Ribeiro Santos dit Moisés, est un footballeur brésilien né le 3 mars 1991 à Salvador. Il évolue au poste de milieu de terrain.

## Biographie
Moises Ribeiro joue au Brésil et au Japon.
Avec le club de Chapecoense, il participe à la Copa Libertadores, à la Copa Sudamericana, et à la Recopa Sudamericana.

## Palmarès
- Vainqueur du Campeonato Catarinense en 2016 et 2017 avec Chapecoense
- Finaliste de la Recopa Sudamericana en 2017 avec Chapecoense